# Zoewatta
Zoewatta es una villa en el ressort de Sarakreek en el distrito de Brokopondo en Surinam. Se encuentra a orillas del embalse de Brokopondo, a unos 200 km al sur de Paramaribo.
Entre los poblados y villas cercanas se encuentran Wittikamba (6.4 km), Baikoetoe (1.8 km) Adawai (13 km) y Abenaston (13 km). 